# 파란 나라
파란 나라는 1985년 발매된 혜은이의 음악이다. 한국에서는 오랜 시간이 지나 동요로 취급받게 되었다.
가사는 파란색 세상을 묘사하고 있다. 이때 여러가지 파란색 요소들이 나오는데 그 중 하나가 모리스 마테를링크의 파랑새이다. 1985년 만들어진 노래이기 때문에, 파랑새의 등장인물 '틸틸'이 일본어 표기인 '찌루찌루'라고 가사에 수록되어 있다.
LG사이언스랜드의 '날씨송'은 해당 동요를 개사하여 한국의 계절별 기상 변화와 여러 날씨들을 설명하였고, 이후 저작권 문제로 자작 곡으로 편곡하였다. 또한 대한민국에서 제8회 전국동시지방선거를 진행했을 당시 SBS의 선거방송에서는 더불어민주당의 득표율을 송출할 때 파란 나라를 배경음악으로 사용하였다. 이는 더불어민주당의 로고가 파란색이기 때문에 사용된 것이다.

## 같이 보기
- 파랑새 (희곡)